# 下都镇
下都乡，是中华人民共和国福建省龙岩市上杭县下辖的一个乡镇级行政单位。

## 行政区划
下都乡下辖以下地区：
保安村、和睦村、砂睦村、象栏村、佛坑村、吉安村、五峰村、新寨村、豪康村、璜溪村和三益村。